# Dubán Ramírez
Pour les articles homonymes, voir Duban.
Ramírez  Rodríguez est un nom espagnol. Le premier nom de famille, en général paternel, est Ramírez ; le second, en général maternel, souvent omis, est Rodríguez.
Dubán Alberto Ramírez Rodríguez (né le 30 décembre 1965 à Medellín) est un coureur cycliste colombien. Champion de Colombie du contre-la-montre en 1998, il s'est classé quatrième du championnat du monde du contre-la-montre de 1995. Il a participé deux fois aux Jeux olympiques : il s'est classé 67e de la course en ligne en 1988 et 29e du contre-la-montre en 1996. Il est le neveu de Martín Emilio Rodríguez, champion du monde 1971 de poursuite.

## Palmarès
- 1993
  - Vuelta al Valle del Cauca
- 1994
  - Vuelta al Valle del Cauca
- 1995
  - Prologue et 8e étape du Clásico RCN
  - 12e étape du Tour de Colombie
  - 4e du championnat du monde du contre-la-montre
- 1996
  -  Champion panaméricain du contre-la-montre
  - Prologue du Clásico RCN
- 1997
  - 2e de la Clásica de Marinilla
  - 3e du Clásico RCN
- 1998
  - Champion de Colombie du contre-la-montre
  - 6e étape du Clásico RCN
- 1999
  - 8e étape du Tour de Colombie

## Résultats sur les grands tours

### Tour d'Italie
Une participation.
- 1991 : 53e au classement final.

## Résultats sur les championnats

### Jeux olympiques
Course en ligne
Deux participations.
- Séoul 1988 : 67e au classement final[2].
- Atlanta 1996 : abandon[3].

Contre-la-montre
Une participation.
- Atlanta 1996 : 29e au classement final[4].

### Championnats du monde professionnels
Contre-la-montre
- Duitama 1995 : 4e au classement final.

### Championnats panaméricains
- Cali 1997 :  Médaillé d'or du contre-la-montre[5].
- Cali 1998 :  Médaillé d'argent du contre-la-montre.